# Campeonato Amazonense de Futebol de 1918
O Campeonato Amazonense de Futebol de 1918 foi a 5ª edição da divisão principal do campeonato estadual do Amazonas.  Era a 2ª edição organizada pela Federação Amazonense de Desportos Atléticos, que organizou o estadual até 1966.

## História
O campeão foi o Nacional(seu terceiro consecutivo, assumindo assim a liderança em conquistas do estadual amazonense, não sendo mais superado). O vice-campeão foi Rio Negro, que esteve na posição nas últimas três temporadas, dividindo o protagonismo com o crescente rival.  Este foi um campeonato polêmico entre a dupla Rio-nal, sendo que o Rio Negro alegou que havia um complô contra seu time e a favor do Nacional.

## Participantes em 1918
| Equipe          | Cidade |
| --------------- | ------ |
| Amazonas        | Manaus |
| América         | Manaus |
| Luso            | Manaus |
| Manaós Sporting | Manaus |
| Nacional        | Manaus |
| Rio Negro       | Manaus |
| União           | Manaus |

Os clubes disputavam mais de uma divisão com seus segundos e terceiros quadros(como eram chamados os times ou elencos, na época). O Monte Cristo, apesar de listado como integrante do estadual de 1918, não atuou na primeira divisão.

## Formula de disputa
Em todas as divisões o campeonato constou de uma disputa de pontos corridos, em dois turnos, com o maior pontuador final sendo o campeão. Os jogos da primeira divisão eram disputados nos campos do Bosque Municipal(pertencente ao Athletic, que encontrava-se afastado do futebol) e no Prado Amazonense (futuro Parque Amazonense).

## Jogos da Primeira Divisão
- 17/02/1918 - Amazonas 1x3 Nacional
- 24/02/1918 - Rio Negro 4x2 União
- 03/03/1918 - América 3x3 Amazonas
- 10/03/1918 - Luso 0x2 Manaos Sporting
- 17/03/1918 - Nacional 3x1 Rio Negro
- 24/03/1918 - Amazonas 5x2 União
- 31/03/1918 - Manaos Sporting 1x0 América
- 21/04/1918 - Nacional 1x0 Luso
- 28/04/1918 - Rio Negro 1x0 América
- 03/05/1918 - Amazonas 1x0 Luso
- 05/05/1918 - Nacional 3x1 Manaos Sporting
- 02/06/1918 - América 0x6 União
- 09/06/1918 - Rio Negro 7x0 Amazonas
- 16/06/1918 - União 3x2 Luso
- 30/06/1918 - Manaos Sporting 1x1 Amazonas
- 07/07/1918 - União Sportiva 0x0 Nacional
- 21/07/1918 - Luso 5x1 América
- 23/07/1918 - América 0x1 Nacional
- 28/07/1918 - Manaos Sporting 0x1 Rio Negro
- 25/08/1918 - Amazonas 1x1 União
- 01/09/1918 - Nacional 3x0 Luso
- 05/09/1918 - Rio Negro 0x0 América
- 08/09/1918 - Manaos Sporting 0x1 Amazonas
- 15/09/1918 - União 1x1 Nacional
- 22/09/1918 - Luso 1x1 Rio Negro
- 29/09/1918 - Manaos Sporting 5x0 América
- 06/10/1918 - Rio Negro 0x3 União
- 12/10/1918 - Amazonas 2x4 Nacional
- 13/10/1918 - Luso 0x0 América
- 27/10/1918 - União 1x1 Manaos Sporting
- 01/01/1919 - Rio Negro 0x0 Amazonas
- 01/01/1919 - Nacional 0x0 Manaos Sporting
- 12/01/1919 - Nacional 0x3 Rio Negro
- 12/01/1919 - América 0x0 Amazonas
- 19/01/1919 - União 3x0 Luso
- 19/01/1919 - Manaos Sporting 0x3 Rio Negro
- 26/01/1919 - Amazonas 0x0 Luso
- 26/01/1919 - América 0x0 União
- 02/02/1919 - América 1x10 Nacional
- 02/02/1919 - Luso 2x2 Manaos Sporting

## Classificação
| Pos | Equipes         | Pts | J  | V | E | D | GP | GC | SG   |
| 01  | Nacional        | 19  | 12 | 8 | 3 | 1 | 29 | 10 | 19   |
| 02  | Rio Negro       | 15  | 11 | 6 | 3 | 2 | 21 | 9  | 12   |
| 03  | União           | 13  | 11 | 4 | 5 | 2 | 22 | 14 | 8    |
| 04  | Amazonas        | 12  | 12 | 3 | 6 | 3 | 15 | 21 | - 6  |
| 05  | Manaós Sporting | 10  | 11 | 3 | 4 | 4 | 13 | 12 | 1    |
| 06  | Luso            | 6   | 11 | 1 | 4 | 6 | 10 | 17 | - 7  |
| 07  | América         | 5   | 12 | 0 | 5 | 7 | 5  | 32 | - 27 |
| --- | --------------- | --- | -- | - | - | - | -- | -- | ---- |

## Campeão
| Campeonato Amazonense de 1918    |
| Amazonas                         |
| -------------------------------- |
| Nacional Tri-Campeão (3º título) |